# Пеллингтон, Марк
Марк Пеллингтон (англ. Mark Pellington; 17 марта 1962, Балтимор) —  американский кинорежиссер, сценарист и продюсер.

## Биография
Пеллингтон родился в Балтиморе, штат Мэриленд. Окончил Университет Виргинии в 1984 году, где получал спортивную стипендию благодаря участию в команде по лакроссу.
Он работал на MTV с 1984 года по 1990 год в качестве промо-продюсера.
С 1984 года Пеллинтон выступал как сценарист и режиссёр музыкальных клипов. Его первая работа — видео на песню Леонарда Коэна 'Dance Me to the End of Love'.
Попробовав себя в режиссуре на телевидении, Пеллингтон в 1997 году дебютировал как режиссёр кино. Дебют — трагикомедия «Попутчики» при участии Джереми Дэвиса, Бена Аффлека и Эми Локейн.

## Личная жизнь
Был  женат на 	Дженнифер Баррет, работавшей художником по костюмам на его проектах. В 2004 году она умерла в возрасте 42 лет. У пары остался один ребёнок. 

## Избранная фильмография

### Кино
- Попутчики (1997)
- Дорога на Арлингтон (1999)
- Человек-мотылёк (2002)[2]
- U2 3D (2008)
- Генри Пул уже здесь (2008)
- Я устал от тебя (2011)
- Последнее слово (2017)
- Ностальгия (2018)

### Телевидение
- Слова в лицо (1991)
- Убойный отдел (1997)
- Детектив Раш (2003—2007)
- Красная вдова (2013, пилот)
- Кокаиновые ковбои (2014, пилот)
- Враг внутри (2019, пилот)
- Выжить (2020)

## Избранная видеография
- Леонард Коэн — Dance Me to the End of Love (1984)
- U2 — One (1992)
- Pearl Jam — Jeremy (1992)
- Nine Inch Nails — 	We're in This Together (1999)
- Keane — Everybody’s Changing (2005)
- Брюс Спрингстин — Girls in Their Summer Clothes  (2008)
- Майкл Джексон — Hold My Hand (2010)
- Деми Ловато — Skyscraper (2011)
- Linkin Park — Final Masquerade (2014)[3]
- Ruth B  — Lost Boy (2016)
- Imagine Dragons —  Next to Me (2018)

## Награды и номинации
CableACE Award (1989)
- Лучшая режиссура в комедийном или музыкальном видео (Stevie Wonder's Characters)  — номинация

Прайм-таймовая премия «Эмми» (1993)
- Выдающиеся индивидуальные достижения в области графического дизайна и титульной заставки («Убойный отдел») — номинация

MTV Europe Music Awards (1994)
- Лучший режиссёр (Whale) — победа

Санденс (1997)
- Главный приз жюри («Попутчики») — номинация

Парижский кинофестиваль (1999)
- Гран-при («Дорога на Арлингтон») — номинация